# Élections législatives canadiennes de 1861
Les élections législatives canadiennes de 1861 se tiennent du 10 juin 1861 au 15 juillet 1861 dans la Province du Canada dans le but de former le 7e parlement.

## Description
Lors de ces élections, le Parti rouge finit par se fondre complètement aux libéraux. La gauche fait élire exactement 29 députés du côté est et du côté ouest de la province. De plus, une alliance entre les mouvements conservateurs et réformistes permet également une équité de 35 députés du côté est et du côté ouest. Cela permet un équilibre régional dans le gouvernement.

## Résultats
Les libéraux réussissent à faire des gains au profit des conservateurs et des réformistes, sans réussir à former une majorité.
|  | Alignement    | Canada-Ouest | Canada-Est | Total |
|  | ------------- | ------------ | ---------- | ----- |
|  | Libéraux      | 29           | 29         | 58    |
|  | Conservateurs | 29           | 8          | 37    |
|  | Réformistes   | 6            | 27 (bleus) | 33    |
|  | Non alignés   | 0            | 0          | 0     |